# Bagelen (Bagelen)
Bagelen is een bestuurslaag in het regentschap Purworejo van de provincie Midden-Java, Indonesië. Bagelen telt 2869 inwoners (volkstelling 2010).